# Еник тип B8
Еник тип B8 (фр. Unic Type B8) је аутомобил произведен 1911. године од стране француског произвођача аутомобила Еник.